# Монеты Ирландии
Ирландия в лице центрального банка решила вскоре после получения независимости в 1920-х годах вести собственную валюту. Для разработки своих собственных монет и банкнот был введен специальный законопроект. Было решено, что ирландская валюта будет привязана к фунту стерлингов. Чеканка монет началась в 1926 году. Монеты были введены в оборот 12 декабря 1928 года.

## История
Первые монеты были отчеканены в Ирландии в 995 г. в Дублине для короля Дублина Ситрика Шёлкобородого. У этих монет было отверстие в середине, имя короля и слово Дублин. Король Иоанн Безземельный был одним из первых англо-нормандских монархов, которые чеканили свои монеты в Ирландии; они были номиналом пенни и полпенни. Во время правления Генриха VIII на ирландских монетах стал появляться рисунок арфы. В последующие века монеты в Ирландии чеканились из золота, серебра и меди. На монетах, выпущенных в XVIII и XIX веках было слово «Hibernia» и арфа на лицевой стороне. Последние ирландские монеты до обретения независимости были выпущены в период правления Георга IV, в 1823 году. Выпуск Ирландских монет был прекращен в 1826 году после полного политического союза Ирландии и Великобритании.
Когда Ирландия ввела новые монеты и банкноты после обретения независимости, было решено, что они будут привязаны к фунту стерлингов. Решение было в основном по экономическим причинам, поскольку в 1924 году, 98 % ирландского экспорта шло в Великобританию и Северную Ирландию, в то время как 80 % импорта получали из этих территорий.
С точки зрения нумизматов та сторона монеты, где изображён Герб Республики Ирландия, называется «лицевой», или аверсом. В то время как обратная сторона (реверс) является стороной с конкретным дизайном для данной монеты.
Монеты выпущенные Банком Ирландии.

## Ирландский фунт

### Монеты доDecimation Day

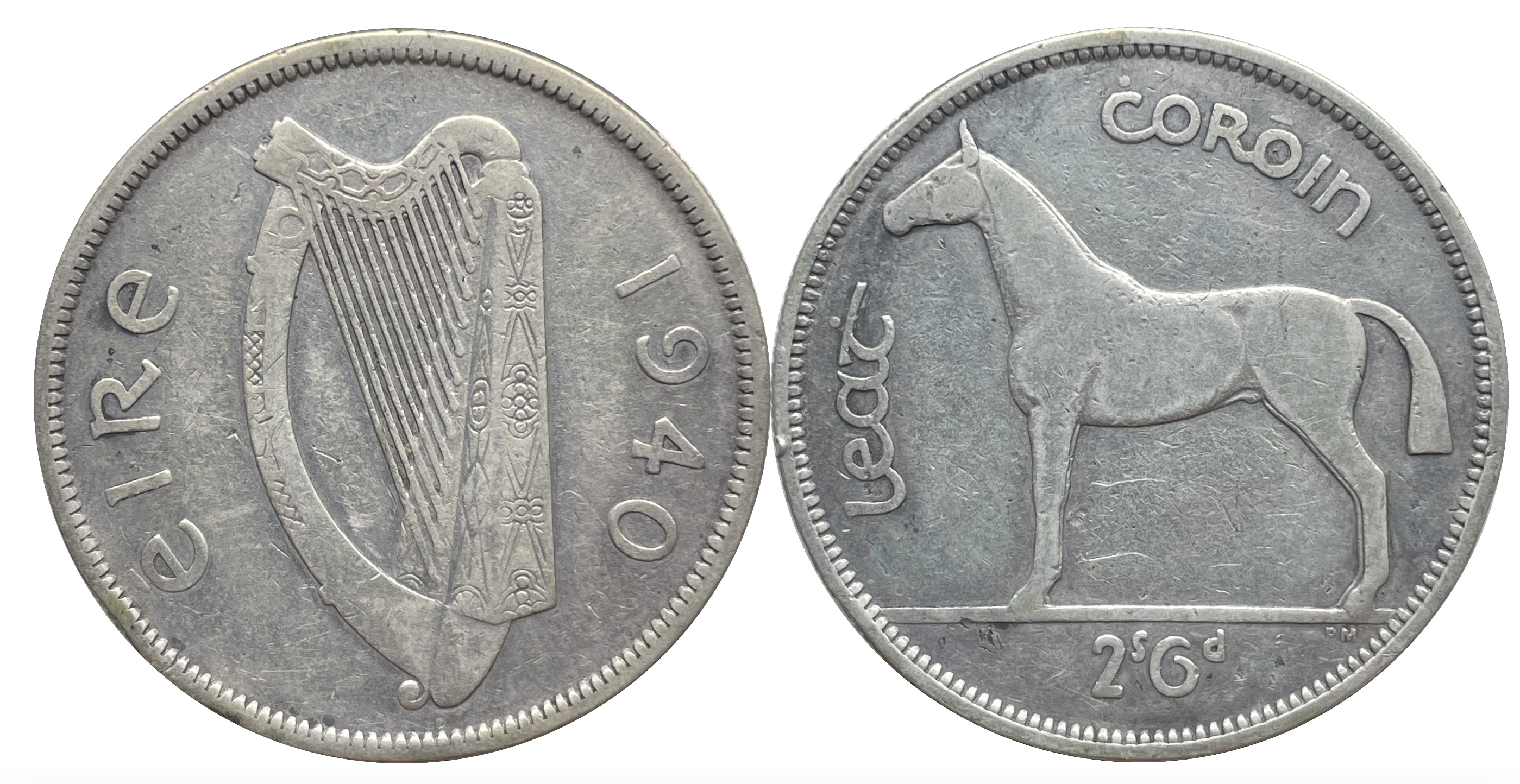
Монета 2 шиллингa 1940 года

В начале 1920-х годов Правительство Ирландии создало комитет, возглавляемый Уильямом Батлером Йейтсом (англ. William Butler Yeats), который разработал дизайн новых монет. В комитет входили Томас Бодкин (Thomas Bodkin), Дермот O’Брайен (Dermot O’Brien), Лусиус O’Каллахан (Lucius O’Callaghan) и Барри Иган (Barry Egan).

Монета достоинством один пении

Некоторые решения были приняты в самом начале. Арфа должна была присутствовать на всех монетах, и все буквы будут оформлены гэльским шрифтом. Они решили позже, что религиозные или культурные темы также следует избегать на монетах, как и изображения политиков тех лет. Сельское хозяйство имеет важное значение для экономики Ирландии и эта тема была выбрана для монет, также были проекты с использованием животных и птиц.
Наконец, арфа и слова «Saorstát Éireann» были выбраны для лицевой стороны монеты. Изображения животных и птиц были представлены художниками для дизайна оборотной стороны. Позже Министр финансов решил, что стоимость монеты должны быть написана цифрами, а также прописью, и предложил использовать для дизайна монет растения; но это предложение в итоге было отклонено, поскольку изображения оборотной стороны были уже разработаны, и в связи с трудностью получения хороших рисунков растений.
Три ирландских художника — Джером Коннор, Альберт Пауэр и Оливер Шеппард — стали дизайнерами новых монет. Каждый художник использовал гипс или металл для эскизов своих работ.
Первые монеты чеканились в 1928 году и были отчеканены на Королевском монетном дворе в Лондоне. В 1938 году, после введения конституции страны, на лицевой стороне монеты надпись была изменена на «Éire», и арфа была немного изменена. Монеты из никеля были заменены на медно-никелевые. В 1950 году изменён закон о чеканке монет, серебряные монеты выведены из оборота. Заключительная часть этого закона принята (с поправками) в 1966 году В 1966 году выпущена монета десять шиллингов на которой была изображена арфа, а на оборотной ирландец Патрик Пирс.
| Монеты до десятичной системы | Монеты до десятичной системы | Монеты до десятичной системы | Монеты до десятичной системы | Монеты до десятичной системы | Монеты до десятичной системы | Монеты до десятичной системы | Монеты до десятичной системы |
| Изображение                  | Русское название             | Ирландское название          | Номинал                      | Выпущена                     | Отменена                     | стоимость по отношению к £1  |                              |
| ---------------------------- | ---------------------------- | ---------------------------- | ---------------------------- | ---------------------------- | ---------------------------- | ---------------------------- | ---------------------------- |
|                              | Фартинг                      | Feoirling                    | ¼d                           | 12 декабря 1928              | 1 января 1962                | 1/960                        |                              |
|                              | Полпенни                     | Leath Phingin                | ½d                           | 12 декабря 1928              | 1 августа 1969               | 1/480                        |                              |
|                              | Пенни                        | Pingin                       | 1d                           | 12 декабря 1928              | 1 января 1972                | 1/240                        |                              |
|                              | Три пенса                    | Leath Reul                   | 3d                           | 12 декабря 1928              | 1 января 1972                | 1/80                         |                              |
|                              | Шесть пенсов                 | Reul                         | 6d                           | 12 декабря 1928              | 1 января 1972                | 1/40                         |                              |
|                              | Шиллинг                      | Scilling                     | 1s                           | 12 декабря 1928              | 1 января 1993                | 1/20                         |                              |
|                              | Флорин                       | Flóirín                      | 2s                           | 12 декабря 1928              | 1 июня 1994                  | 1/10                         |                              |
|                              | Полкроны                     | Leath Choróin                | 2s6d                         | 12 декабря 1928              | 1 января 1970                | 1/8                          |                              |
|                              | Десять шиллингов             | Deich Scilling               | 10s                          | 12 апреля 1966               | 10 февраля 2002              | 1/2                          |                              |

### Монеты Decimal Day

Монета 10 пенсов

Три новых дизайна были созданы для новых монет художником Габриэлем Хайсем, и были основаны на кельтской рукописи, содержащей рисунки декоративных птиц. Дизайн Перси Меткалфа был сохранен для новых пяти и десяти пенсовых монет, взятые из дизайна шиллинга и флорина соответственно. Новые пятьдесят пенсов получили изображение вальдшнепа с монеты в фартинг.

Монета 5 пенсов

Рост расходов по чеканке монет обозначил необходимость введения монеты двадцать пенсов в 1986 году; монета полпенни была выведена из оборота в результате инфляции. Введена монета ирландский фунт законом 1990 года. Эти монеты были выпущены номиналом 5, 10, 50 ECU из золота и серебра. Эти монеты используют дизайн оленя с ирландских монет номиналом фунт и 12 звездами Европейского флага, окружающими арфу, они очень похожи на монеты евро Ирландии.
Монеты, выпущенные по десятичной денежной системе были изъяты из обращения в 2002 году. Была установлена дата 10 февраля 2002 года для их обмена на евро.

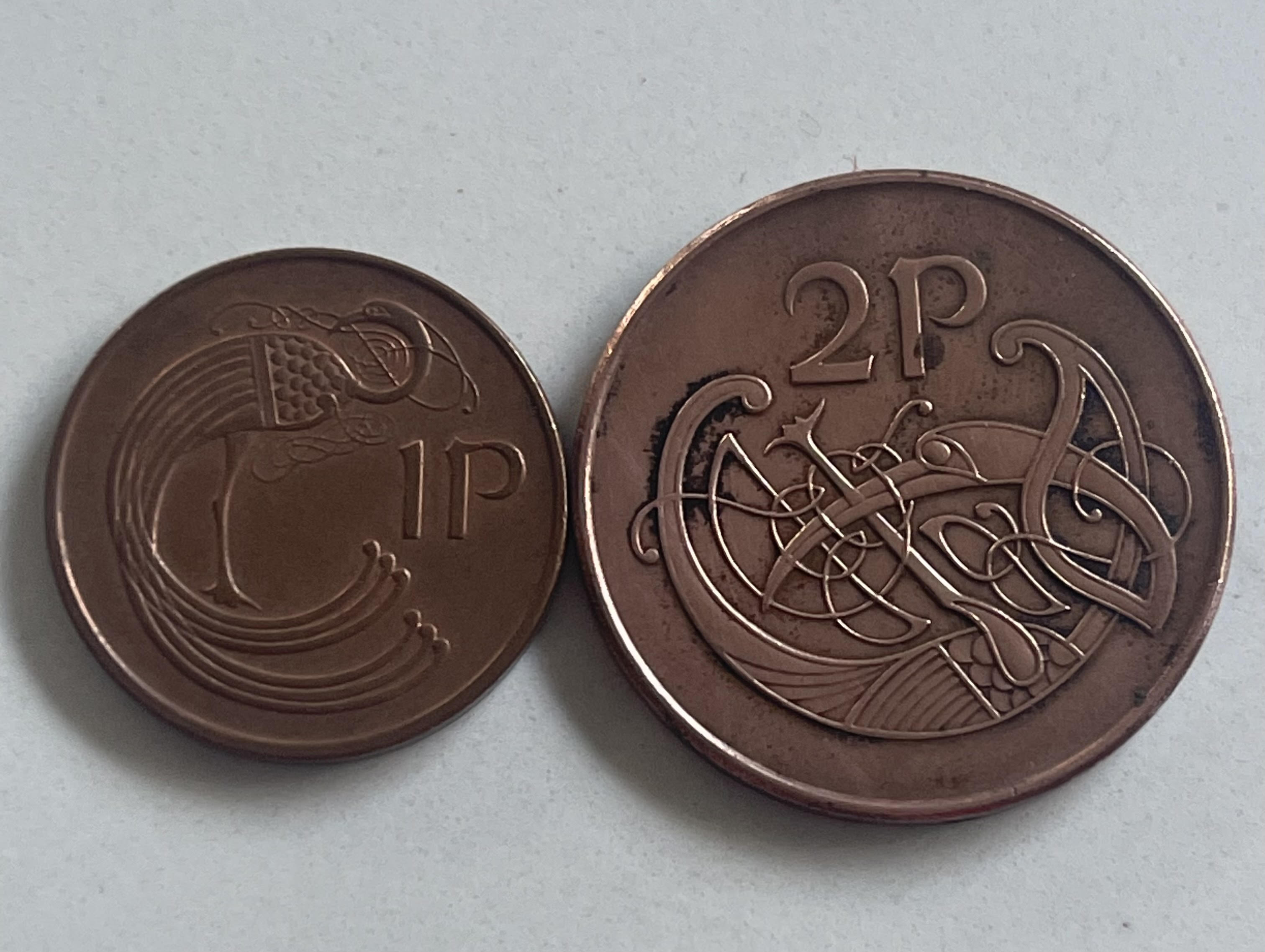
Монеты 1 и 2 пенса

| Монеты десятичной системы | Монеты десятичной системы | Монеты десятичной системы | Монеты десятичной системы | Монеты десятичной системы | Монеты десятичной системы | Монеты десятичной системы | Монеты десятичной системы   |
| Аверс                     | Реверс                    | Русское название          | Ирландское название       | Номинал                   | Выпущена                  | Отменена                  | стоимость по отношению к £1 |
| ------------------------- | ------------------------- | ------------------------- | ------------------------- | ------------------------- | ------------------------- | ------------------------- | --------------------------- |
|                           |                           | Полпенни                  | Leathphingin              | ½p                        | 15 февраля 1971           | 1 января 1985             | 1/200                       |
|                           |                           | Пенни                     | Pingin                    | 1p                        | 15 1971                   | 10 February 2002          | 1/100                       |
|                           |                           | Два пенса                 | Dhá Phingin               | 2p                        | 15 февраля 1971           | 10 февраля 2002           | 1/50                        |
|                           |                           | Пять пенсов               | Cúig Phingin              | 5p                        | 8 сентября 1969           | 10 февраля 2002           | 1/20                        |
|                           |                           | Десять пенсов             | Deich bPingin             | 10p                       | 8 сентября 1969           | 10 февраля 2002           | 1/10                        |
|                           |                           | Двадцать пенсов           | Fiche Pingin              | 20p                       | 30 октября 1986           | 10 февраля 2002           | 1/5                         |
|                           |                           | Пятьдесят пенсов          | Caoga Pingin              | 50p                       | 17 февраля 1970           | 10 февраля 2002           | 1/2                         |
|                           |                           | Один фунт                 | Punt                      | £1                        | 20 июня 1990              | 10 февраля 2002           | 1                           |

## Евро
С введением евро в Ирландии был создан специальный орган, созданный 5 мая 1998 года министром финансов. Агентство предоставило широкий спектр информации населению, обучающие буклеты, широкую рекламу на телевидении. Как и все страны Еврозоны, Ирландия чеканит монеты евро с национальной стороной. Одна сторона монеты евро является общей для всей еврозоны, а другая имеет общий уникальный дизайн. Хотя другие страны использовали более чем один дизайн для своих монет евро, или даже отдельный дизайн для каждой из восьми монет (1C, 2C, 5с, 10с, 20с, 50с, € 1 и € 2), Ирландия использовала только один дизайн для своих монет евро. Изображение арфы (использовалось на национальных монетах Ирландского фунта). Специальный дизайн арфы для монет евро разработал Джарлат Хайес. Другие страны зоны евро имеют уникальную надпись по гурту монеты. Ирландская монета € 2 имеет простую последовательность «», повторяющуюся три раза.
Первой коллекционной монетой стала «€ 10 серебряная монета в ознаменование Специальной Олимпиады в 2003 году». Она была изготовлена из серебра и имела изображение арфы на лицевой стороне. Также Ирландия производит серебряные монеты номиналом € 5. Первая золотая монета, произведенная Центральным банком номиналом € 20, была выпущена в 2006 году, в рамках празднования 100-летия со дня рождения Сэмюэля Беккета. Эти памятные монеты являются законным платежным средством только в Ирландии, и не действительны в другой стране зоны евро.
В 2007 году Ирландия выпустила памятную монету € 2. Такие монеты выпустили все страны Еврозоны в ознаменование пятидесятой годовщины Римского договора. В 2009 году Ирландия выпустила вторую памятную монету € 2 в честь 10-летия Евро. Такие монеты также выпустили все страны Еврозоны.
Все коллекционные монеты евро производства Ирландии могут быть обменены на их эквивалент в евро в любой будний день утром в Центральном банке в Дублине.

## Также
- Герб Ирландии